# Amaranthus
L'amarant, blet, marxant o velluter (a les Balears) (Amaranthus), és un gènere de plantes angiospermes dins la família de les amarantàcies. El nom prové del grec amb el significat de flor que mai no es marceix, una planta mítica. El gènere és cosmopolita, originari principalment de les regions de clima temperat i tropical de tot el món, es troba arreu del planeta. Hi ha espècies comestibles i d'altres que es conreen com a plantes ornamentals.
Una de les espècies més comunes als Països Catalans és el marxant gros (Amaranthus retroflexus). Sovint els marxants són plantes d'herbassars ruderals que produeixen moltes llavors. També es consideren de vegades com una mala herba. Algunes espècies de marxant estan catalogades com a espècie invasora.
Als EUA, en camps de soia transgènica, l'amarant s'hi ha encreuat genèticament i molts agricultors han hagut d'abandonar els camps en no poder combatre'l.

## Usos
Algunes varietats del gènere Amaranthus són conreades com a hortalissa comestible, com Amaranthus dubius o espinac xinès. La majoria d'espècies del gènere Amaranthus poden ser feblement tòxiques per al bestiar, si les mengen de manera contínua i en quantitats grans, a causa de la presència d'àcid oxàlic a la planta.
Hi ha espècies que són usades com a plantes ornamentals, com la cua de guineu (Amaranthus caudatus).

## Taxonomia
Aquest gènere va ser publicat per primer cop l'any 1753 a l'obra Species Plantarum de Carl von Linné (1707-1778).

### Espècies
Dins d'aquest gènere es reconeixen les 94 espècies següents:
- Amaranthus acanthobracteatus Henrard
- Amaranthus acanthochiton J.D.Sauer
- Amaranthus acutilobus Uline & W.L.Bray
- Amaranthus albus L.
- Amaranthus anderssonii J.T.Howell
- Amaranthus arenicola I.M.Johnst.
- Amaranthus asplundii Thell.
- Amaranthus atropurpureus Roxb.
- Amaranthus aureus F.Dietr.
- Amaranthus australis (A.Gray) J.D.Sauer
- Amaranthus bahiensis Mart.
- Amaranthus bengalense Saubhik Das & Iamonico
- Amaranthus blitoides S.Watson
- Amaranthus blitum L.
- Amaranthus brandegeei Standl.
- Amaranthus brownii Christoph. & Caum
- Amaranthus californicus (Moq.) S.Watson
- Amaranthus cannabinus (L.) J.D.Sauer
- Amaranthus capensis Thell.
- Amaranthus cardenasianus Hunz.
- Amaranthus caudatus L.
- Amaranthus celosioides Kunth
- Amaranthus centralis J.Palmer & Mowatt
- Amaranthus clementii Domin
- Amaranthus cochleitepalus Domin
- Amaranthus commutatus A.Kern.
- Amaranthus congestus C.C.Towns.
- Amaranthus crassipes Schltdl.
- Amaranthus crispus (Lesp. & Thévenau) A.Braun ex J.M.Coult. & S.Watson
- Amaranthus cruentus L.
- Amaranthus cuspidifolius Domin
- Amaranthus deflexus L.
- Amaranthus dinteri Schinz
- Amaranthus fimbriatus (Torr.) Benth.
- Amaranthus floridanus (S.Watson) J.D.Sauer
- Amaranthus furcatus J.T.Howell
- Amaranthus graecizans L.
- Amaranthus grandiflorus (J.M.Black) J.M.Black
- Amaranthus greggii S.Watson
- Amaranthus hunzikeri N.Bayón
- Amaranthus hybridus L.
- Amaranthus hypochondriacus L.
- Amaranthus induratus C.A.Gardner ex J.Palmer & Mowatt
- Amaranthus interruptus R.Br.
- Amaranthus kloosianus Hunz.
- Amaranthus lepturus S.F.Blake
- Amaranthus lombardoi Hunz.
- Amaranthus looseri Suess.
- Amaranthus macrocarpus Benth.
- Amaranthus minimus Standl.
- Amaranthus mitchellii Benth.
- Amaranthus muricatus (Gillies ex Moq.) Hieron.
- Amaranthus neei D.B.Pratt, Sánch.Pino & Flores Olv.
- Amaranthus obcordatus (A.Gray) Standl.
- Amaranthus palmeri S.Watson
- Amaranthus paraganensis Saubhik Das
- Amaranthus pedersenianus N.Bayón & C.Peláez
- Amaranthus persimilis Hunz.
- Amaranthus peruvianus (Schauer) Standl.
- Amaranthus polygonoides L.
- Amaranthus powellii S.Watson
- Amaranthus praetermissus Brenan
- Amaranthus pumilus Raf.
- Amaranthus rajasekharii Sindu Arya, V.S.A.Kumar, W.K.Vishnu & Iamonico
- Amaranthus retroflexus L.
- Amaranthus rhombeus R.Br.
- Amaranthus rosengurttii Hunz.
- Amaranthus saradhiana Sindu Arya, V.S.A.Kumar, W.K.Vishnu & Rajesh Kumar
- Amaranthus scariosus Benth.
- Amaranthus schinzianus Thell.
- Amaranthus scleranthoides (Andersson) Andersson
- Amaranthus scleropoides Uline & W.L.Bray
- Amaranthus sonoriensis Iamonico & El Mokni
- Amaranthus sparganiocephalus Thell.
- Amaranthus spinosus L.
- Amaranthus squamulatus (Andersson) B.L.Rob.
- Amaranthus standleyanus Parodi ex Covas
- Amaranthus tamaulipensis Henrickson
- Amaranthus tarraconensis Sennen & Pau
- Amaranthus thunbergii Moq.
- Amaranthus torreyi (A.Gray) Benth. ex S.Watson
- Amaranthus tortuosus Hornem.
- Amaranthus tricolor L.
- Amaranthus tuberculatus (Moq.) J.D.Sauer
- Amaranthus tucsonensis Henrickson
- Amaranthus tunetanus Iamonico & El Mokni
- Amaranthus undulatus R.Br.
- Amaranthus urceolatus Benth.
- Amaranthus viridis L.
- Amaranthus viscidulus Greene
- Amaranthus vulgatissimus Speg.
- Amaranthus wallichii Iamonico
- Amaranthus watsonii Standl.
- Amaranthus wrightii S.Watson

## Galeria d'imatges

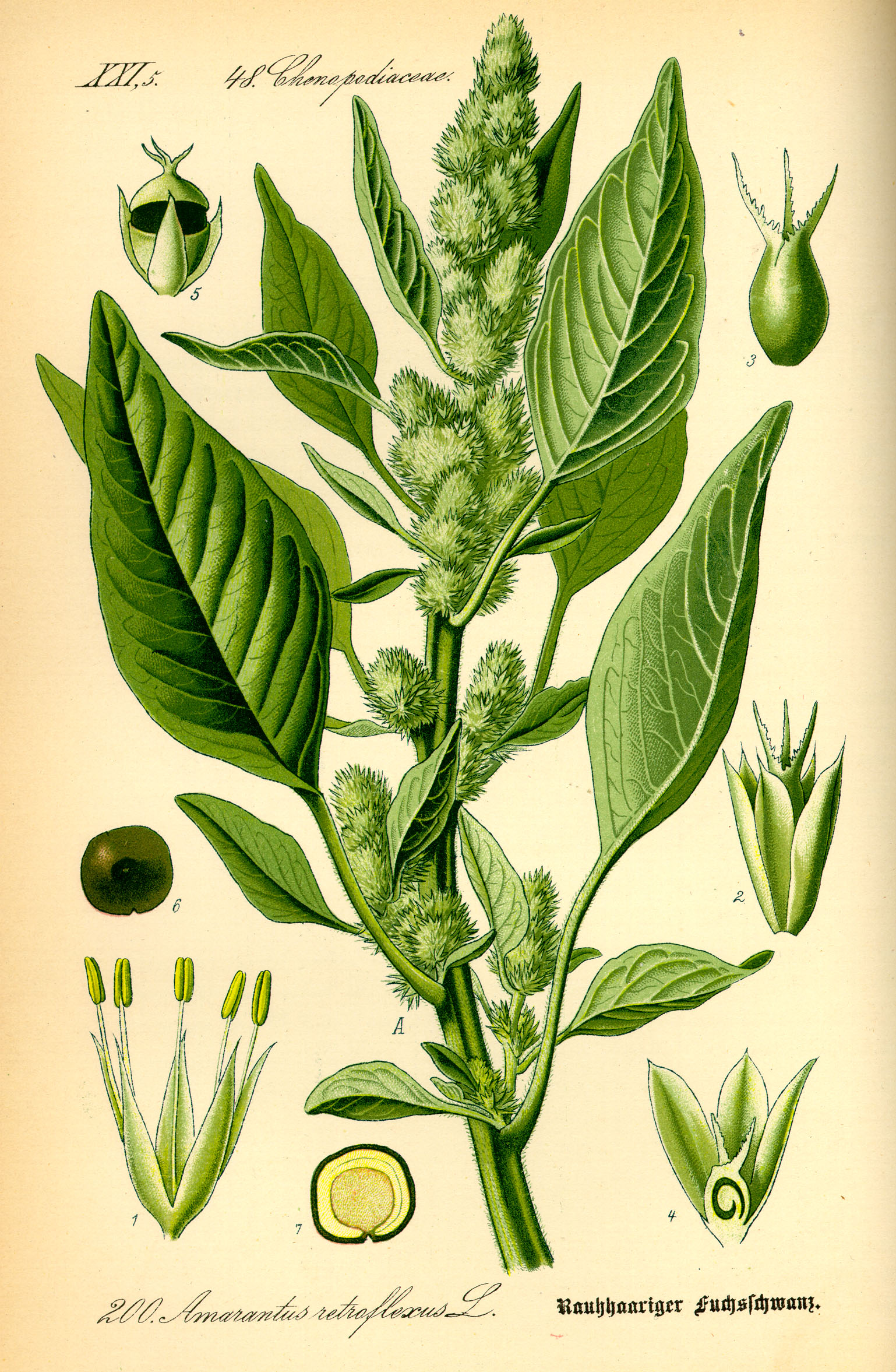
Marxant (Amaranthus retroflexus) - de Thomé, Flora von Deutschland, Österreich und der Schweiz 1885

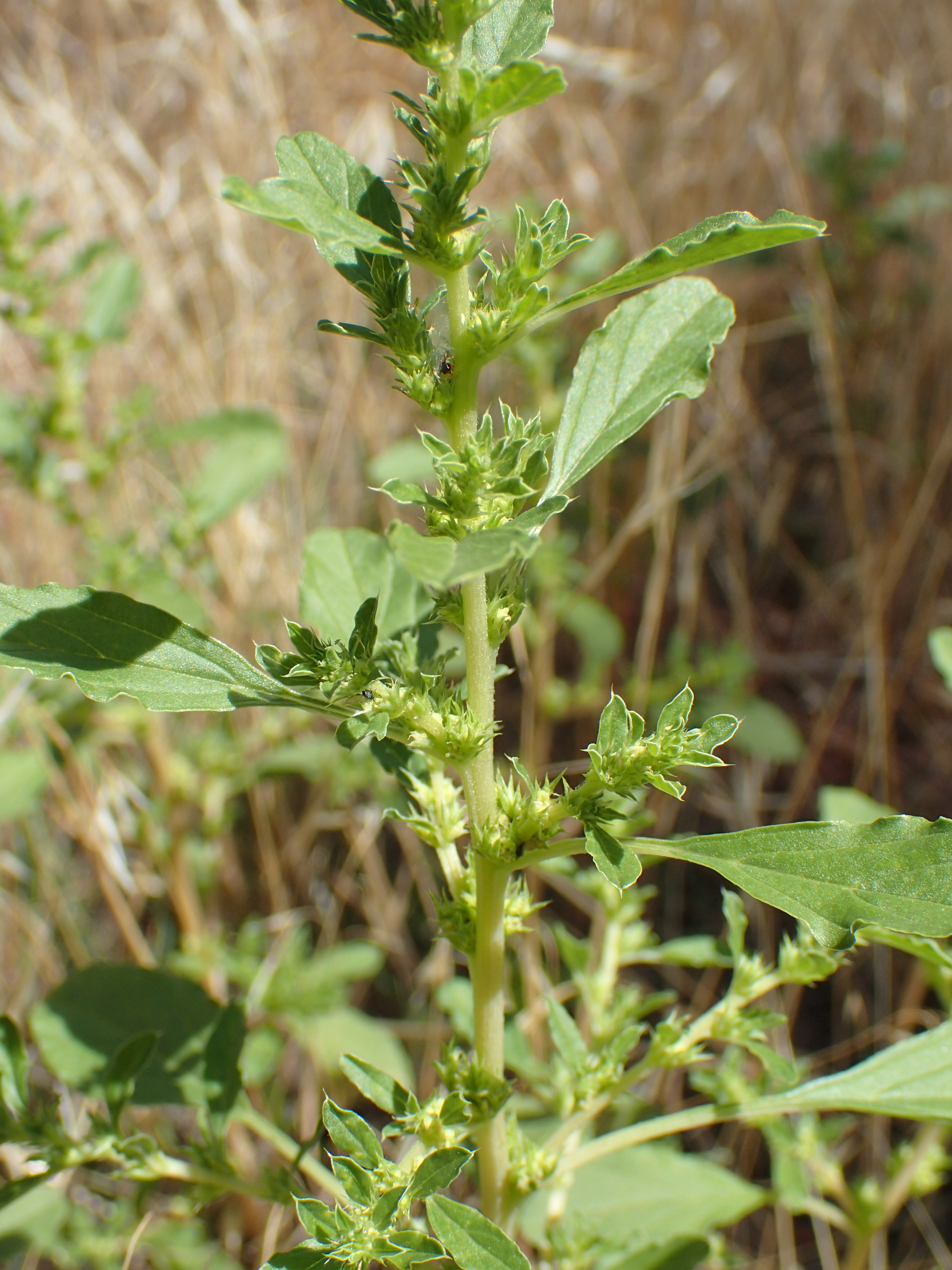
Amarant blanc (Amaranthus albus)
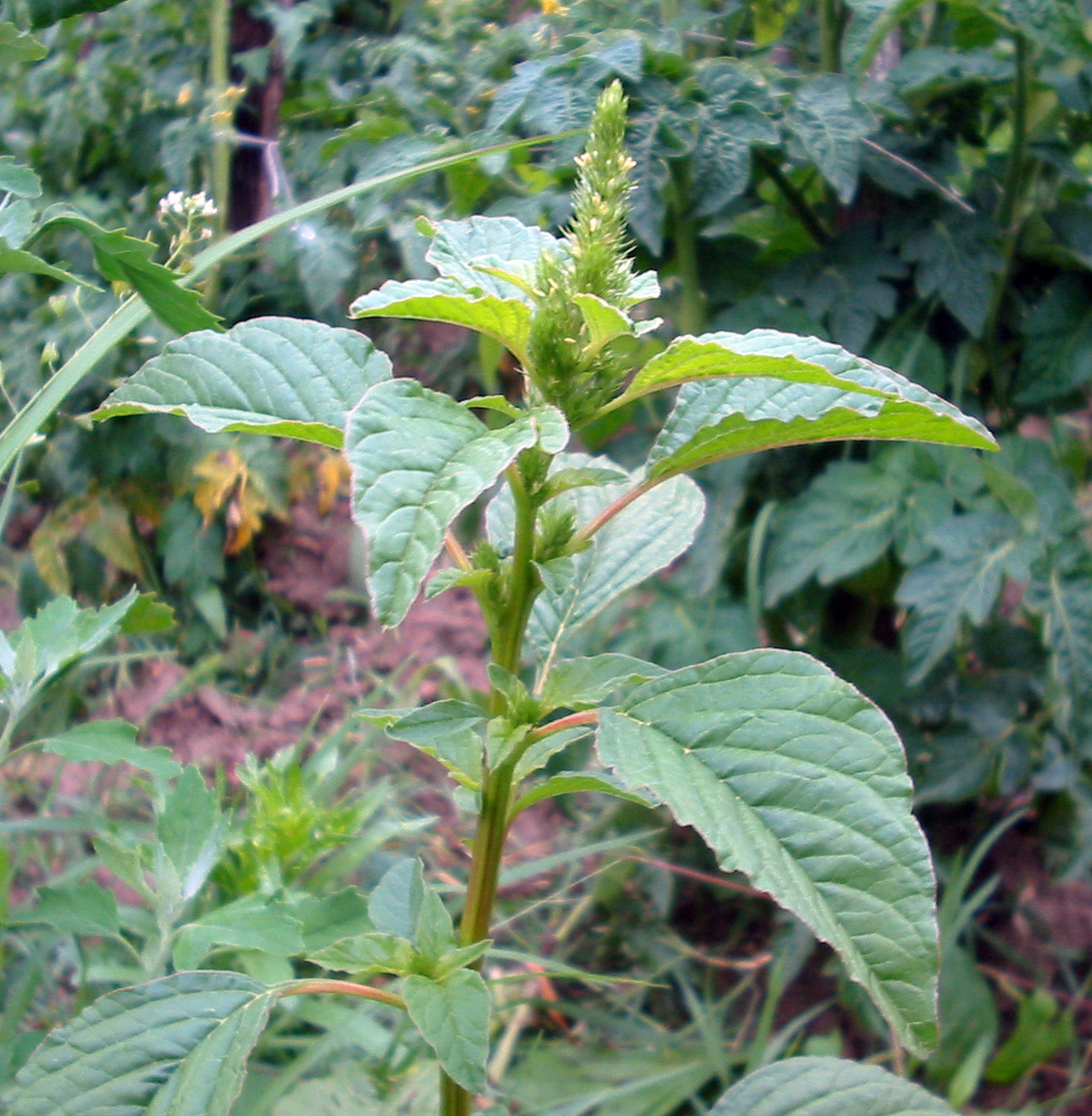
Marxant (Amaranthus retroflexus)
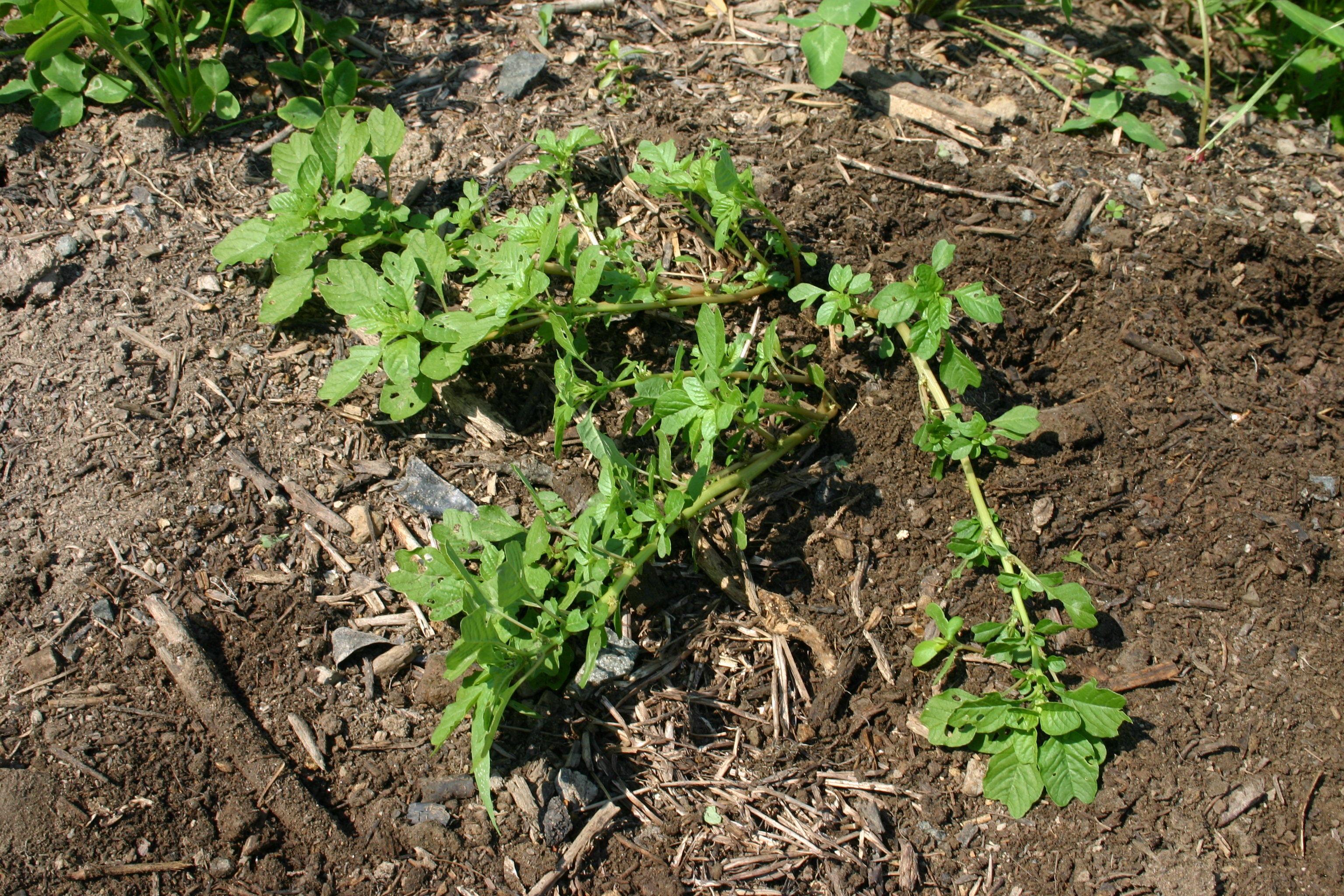
Amarant blitoide (Amaranthus blitoides)
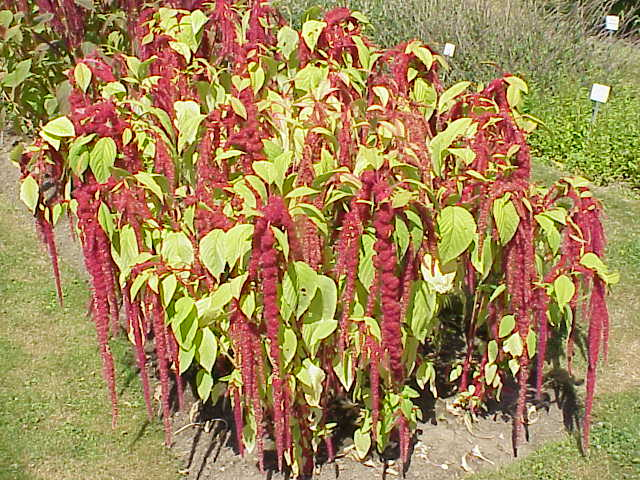
Cordons de gitana (Amaranthus caudatus)
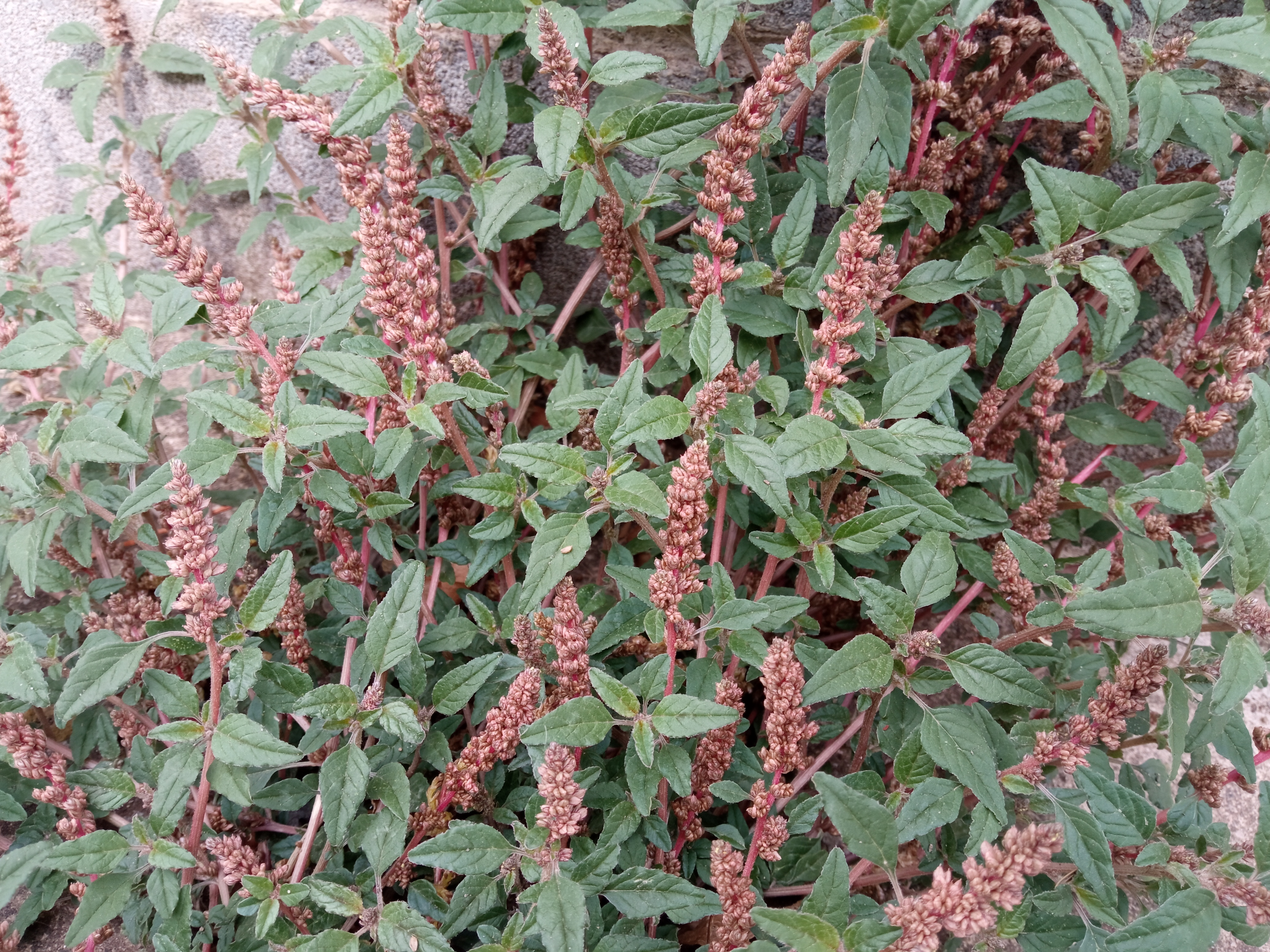
Amarant deflex (Amaranthus deflexus)
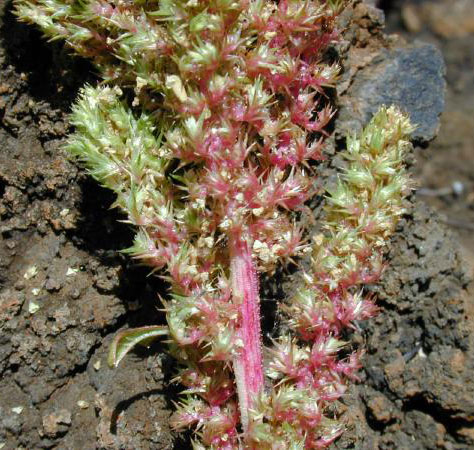
Marxant (Amaranthus hybridus)
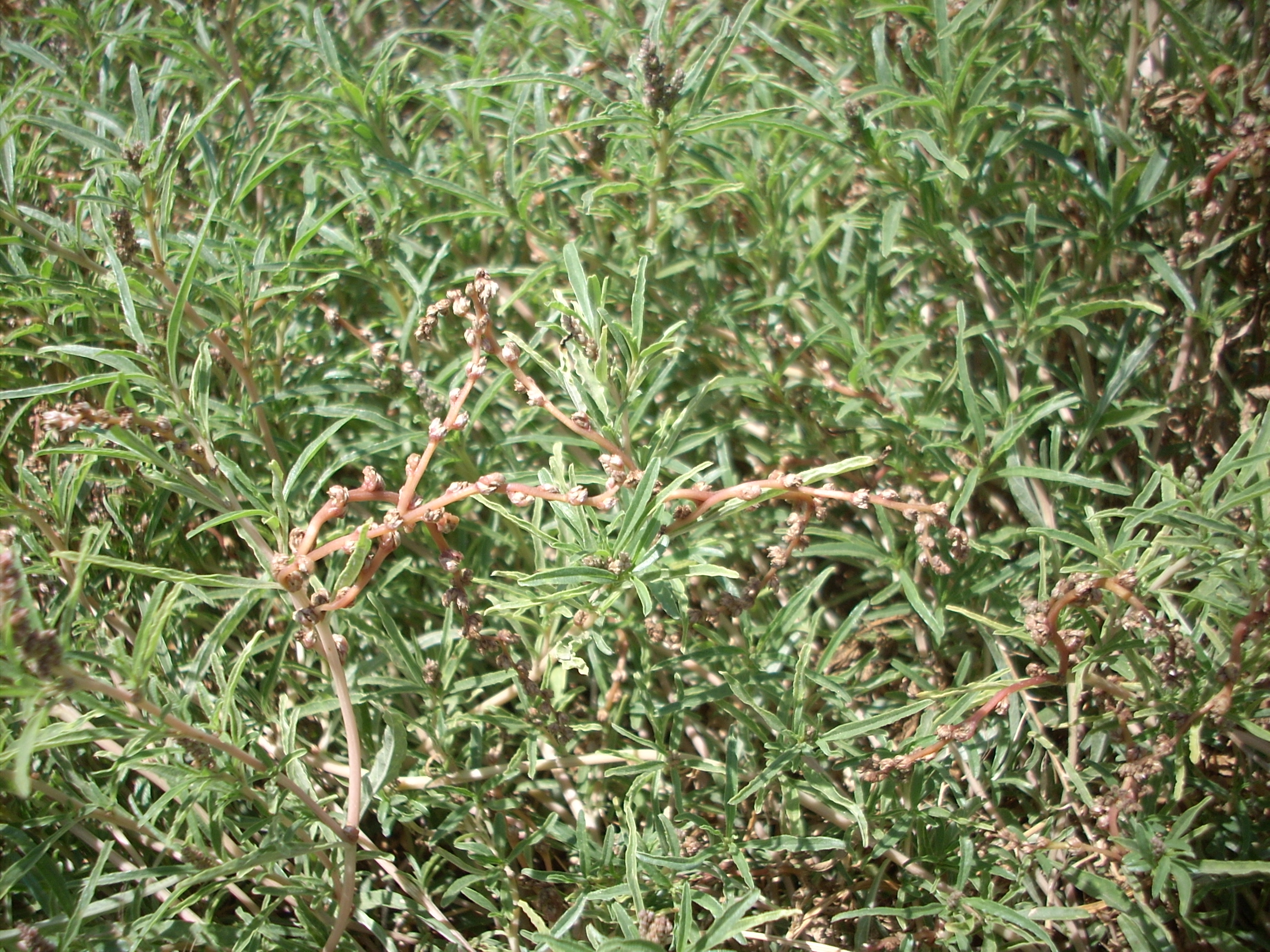
Amarant muricat (Amaranthus muricatus)
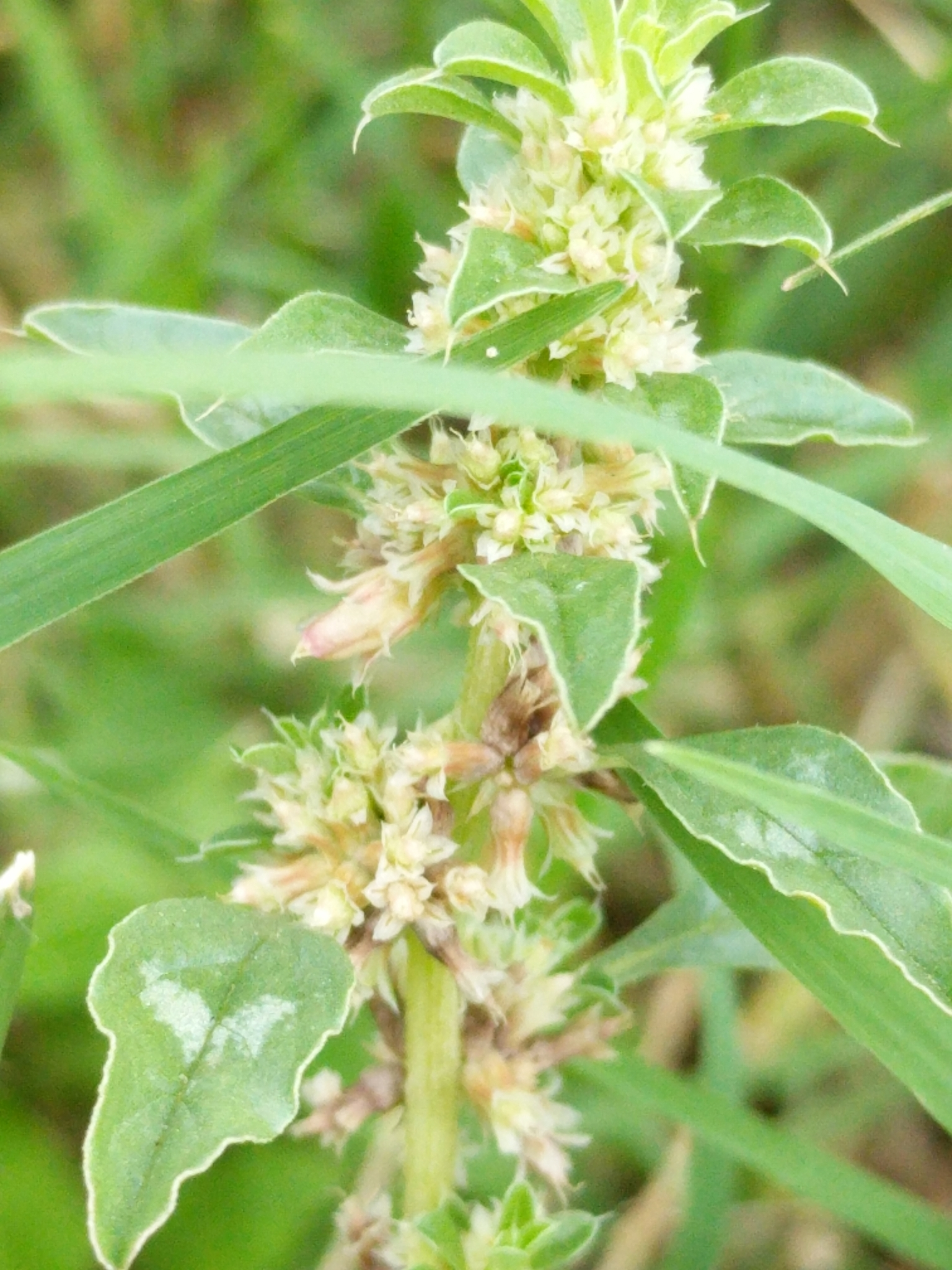
Amaranthus polygonoides
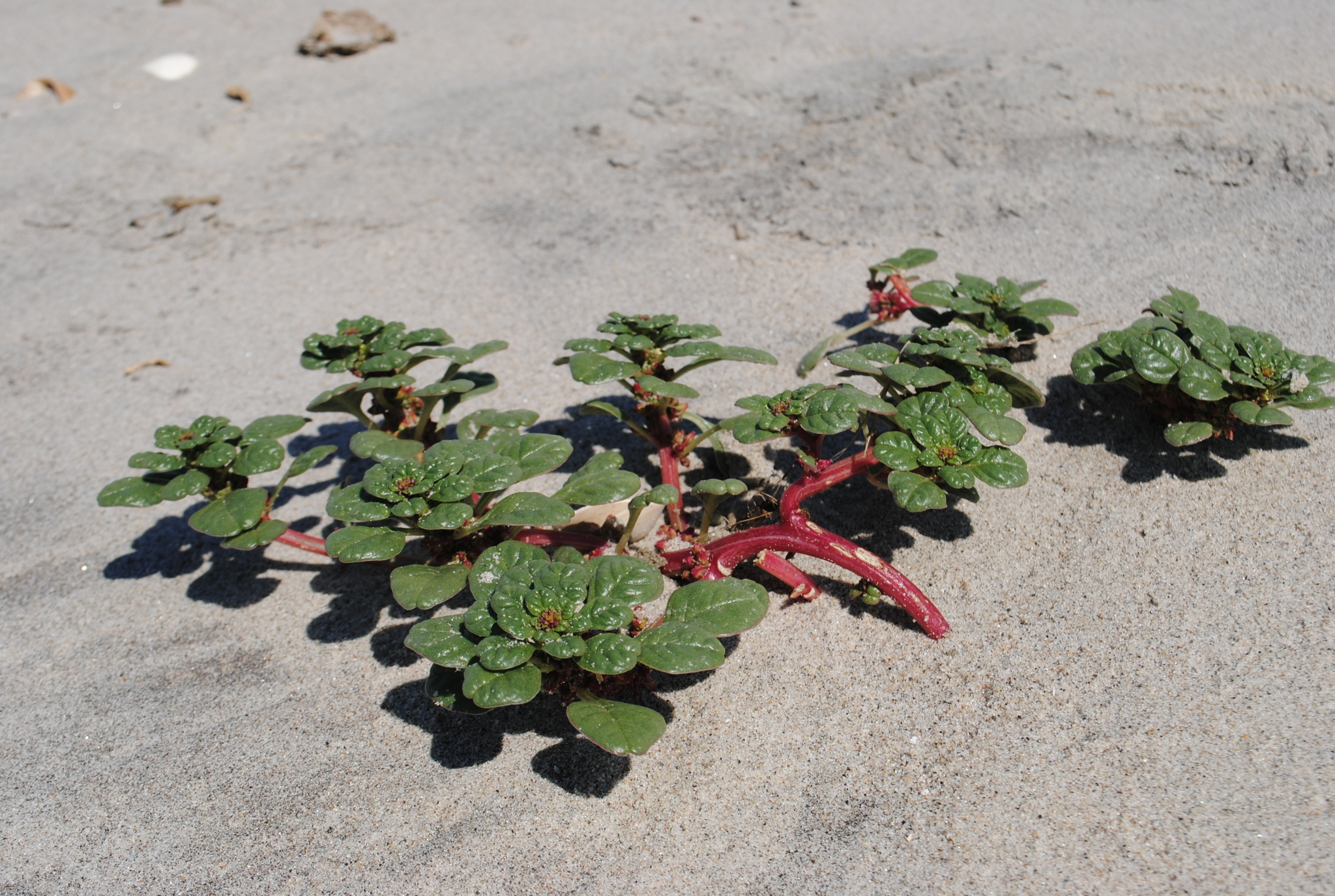
Amaranthus pumilus
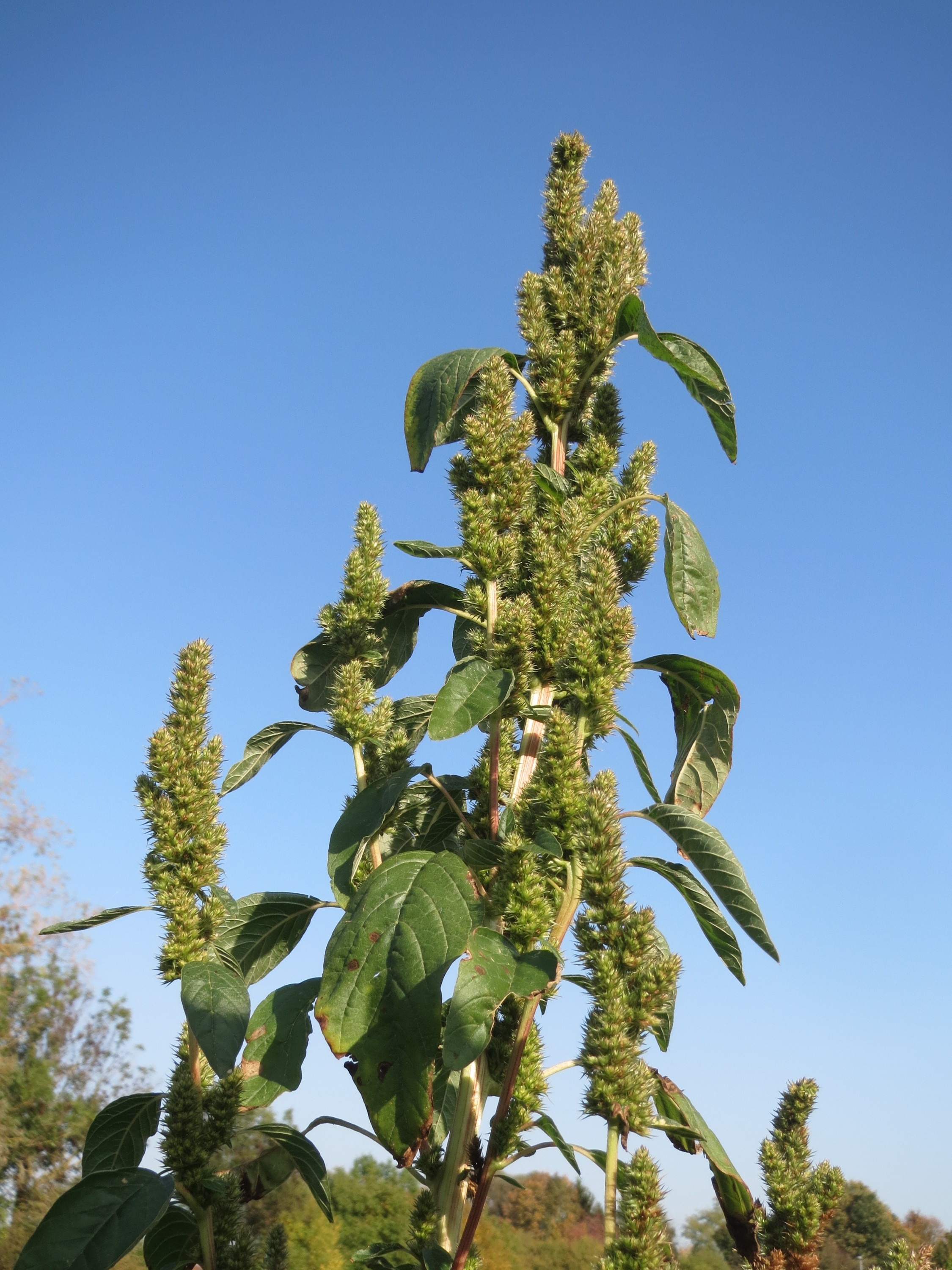
Blet (Amaranthus powellii)
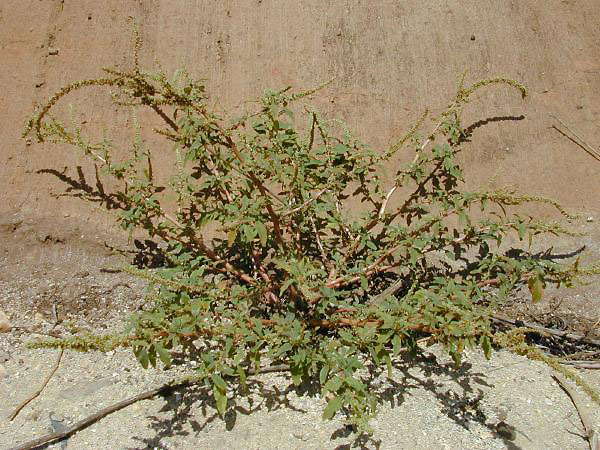
Amaranthus spinosus
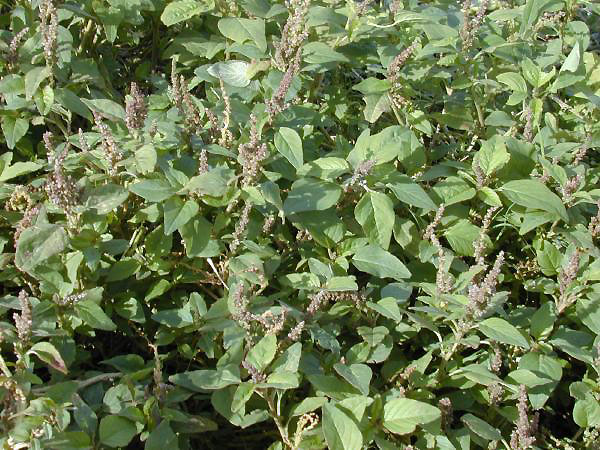
Amarant gràcil (Amaranthus viridis)
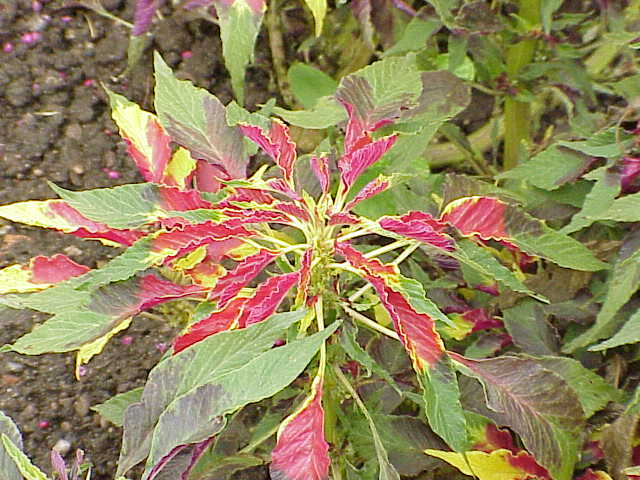
Assots de Crist (Amaranthus tricolor)
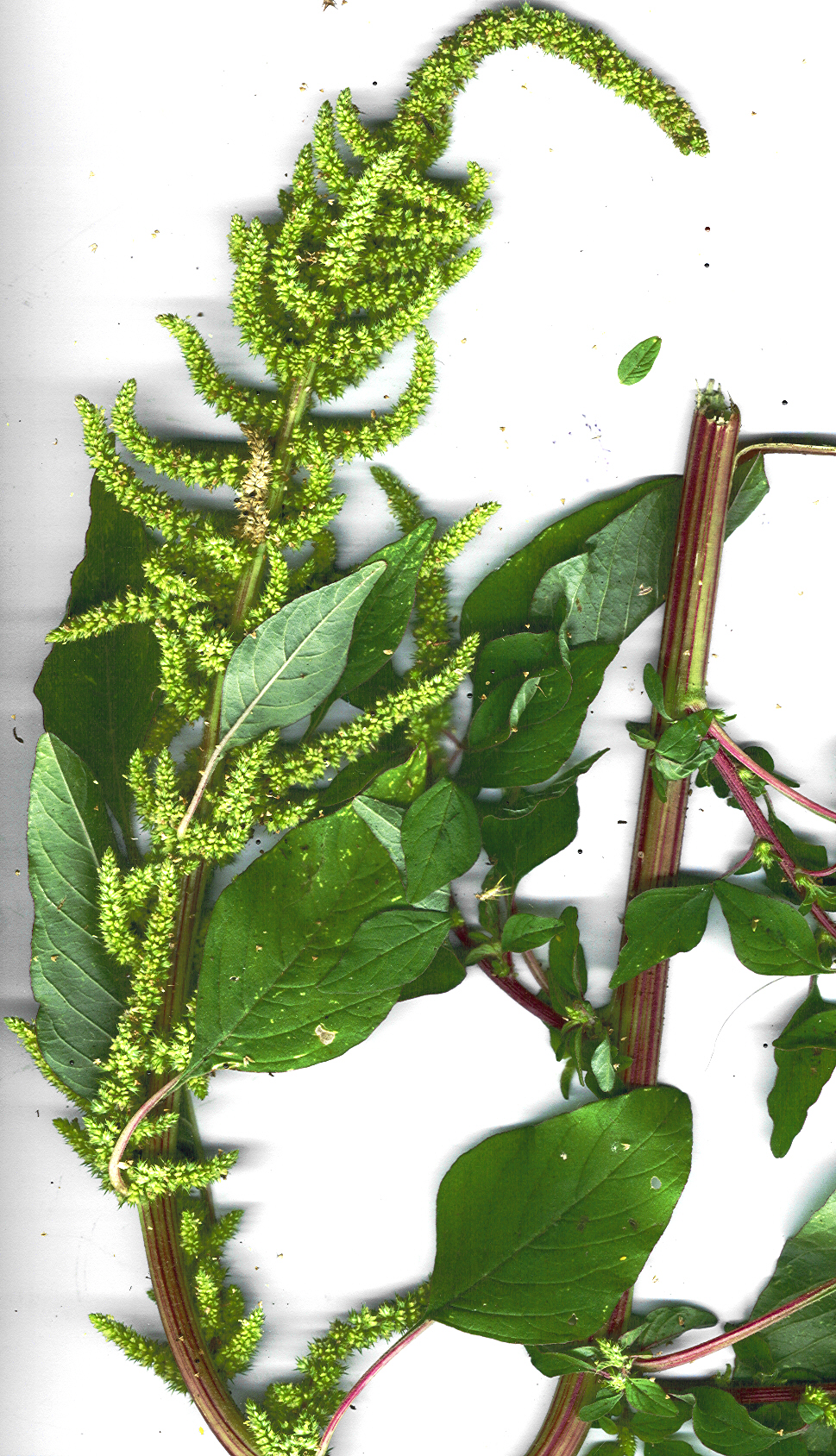
Amaranthus tortuosus
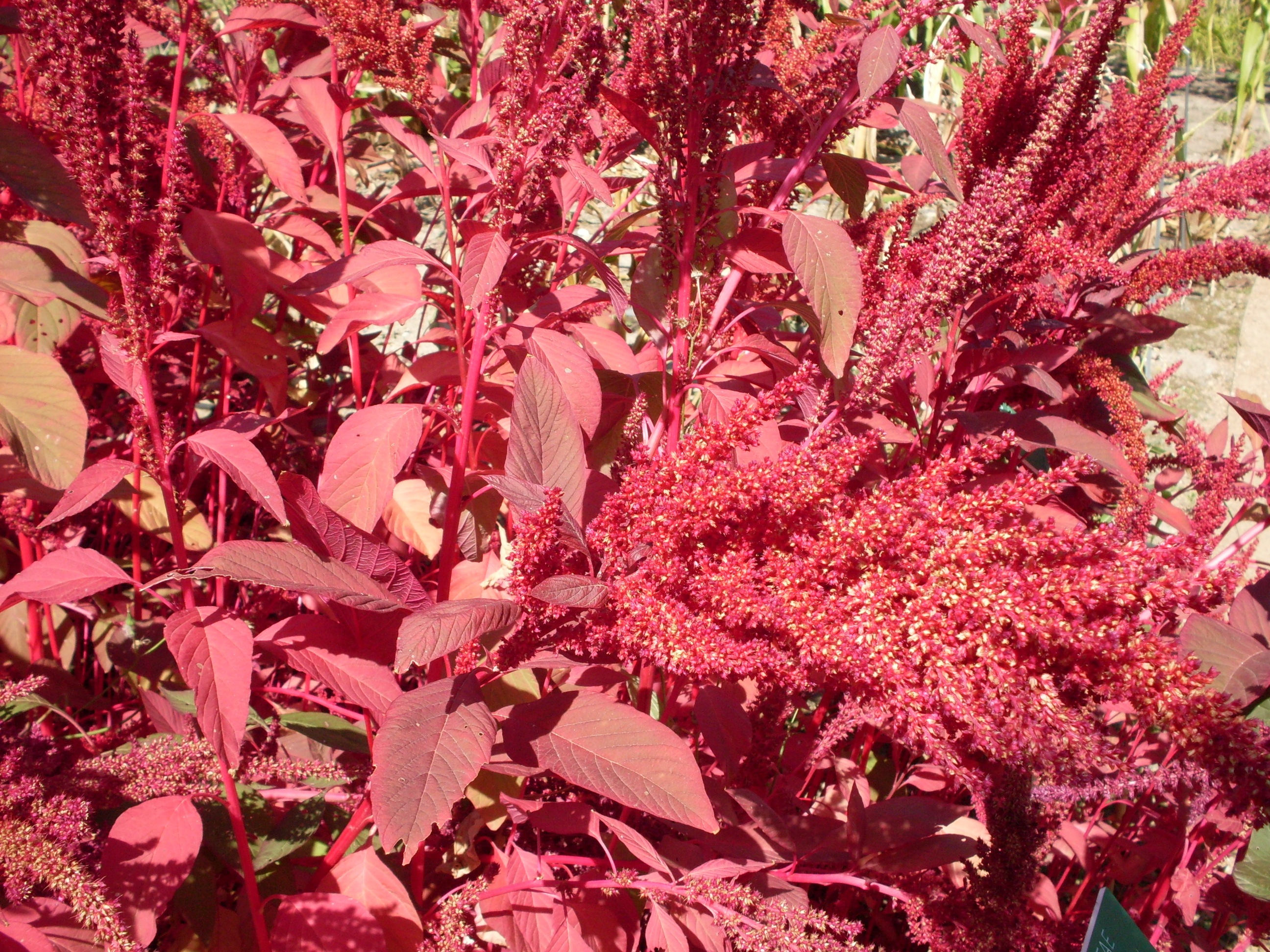
Blet Amaranthus cruentus
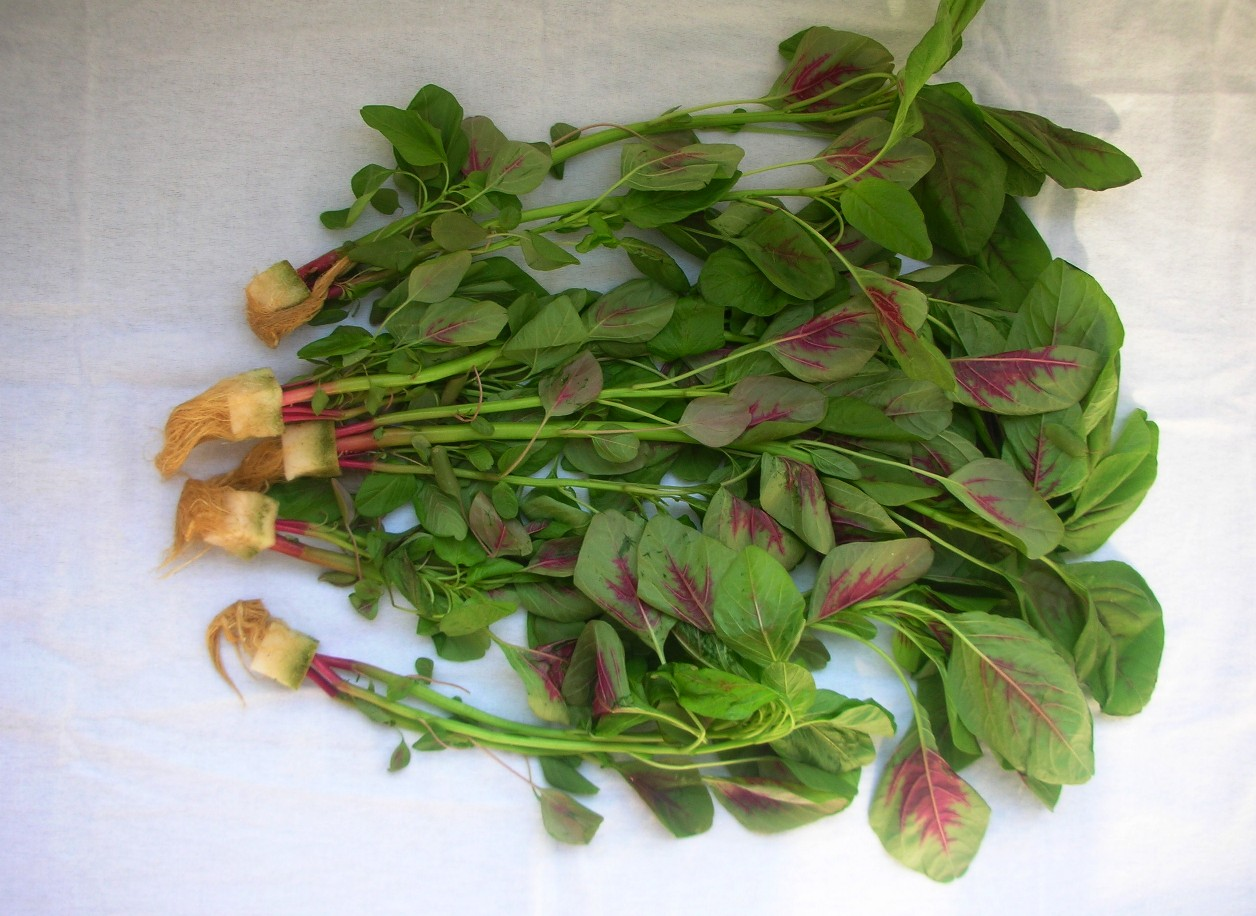
Amarant híbrid de conreu hidropònic